# Limitanei
Limitanei – wojska rzymskie stanowiące obsadę limes złożone prawie wyłącznie z piechoty. Nazwa ta pojawiła się w wyniku reform cesarza Konstantyna I Wielkiego (306 – 337). Jako jednostka rzymska, strzegąca granic państwa, jej zadaniem było osłabienie przeciwnika nim przedostanie się w głąb imperium.